# Syntactus
Syntactus is een geslacht van insecten uit de orde van de vliesvleugeligen (Hymenoptera) en de familie Ichneumonidae.

## Soorten
- S. croaticus (Kiss, 1926)
- S. delusor (Linnaeus, 1758)
- S. fusiformis (Thomson, 1894)
- S. jiulianicus Sun & Sheng, 2012
- S. leleji Kasparyan, 2007
- S. minor (Holmgren, 1857)
- S. minutus (Bridgman, 1886)
- S. varius (Holmgren, 1858)